# 師生比
師生比（Teacher–student ratio）是指在学校或大學中，老師和學生的比例。例如師生比為1:10表示每十個學生會對應一個老師，也可以用生師比來表示。
這個比例常用來代替班級人數，不過有許多因素會讓班級人數和師生比之間的關係出現變化。大部份的情形下，生師比的數值會顯著的比平均班級人數要少。
在已開發國家常用生師比作為教育相關的統計數據。在初等教育中，经济合作与发展组织的平均生師比略小於16，從巴西的40，到墨西哥的28，到匈牙利及盧森堡的11。

## 和班級人數之間的關係
會影響師生比以及班級人數之間關係的因素有：非任課教師的人數、教師要上幾個班、以及各班教師的人數。此外，若一些學生較小的班級，例如特殊教育班或是第二語言班，其師生比看起來會比較低，但此一結果和平均學生的經歷不同，也沒有反映這些班級的教師需要額外付出的心力。
像以色列和美國的平均師生比都是15，但美國每班平均有21個學生，而以色列每班平均則有27個學生。